# Aimé Kitenge
Aimé Debo Kitenge (ur. 11 listopada 1975 w Bużumburze) – burundyjski piłkarz występujący na pozycji bramkarza.
Rozegrał 111 spotkań w Premier Soccer League.
W reprezentacji Burundi zadebiutował 9 października 1992 w przegranym 1:3 meczu el. do MŚ 1994 z Algierią. W latach 1992–2007 w drużynie narodowej zagrał 11 razy.